# ジョージ・ベネット
ジョージ・ベネット（George Bennett、1990年4月7日 - ）は、ニュージーランド・ネルソン出身の自転車競技（ロードレース）選手。

## 来歴
2010年
フランスのアマチュアチームCR4C・ロアンヌに加入。
2011年
トレック・リブストロングに移籍。7月からはレディオシャックにトレーニーとして加入
2012年
レディオシャック・ニッサンに加入。
2013年
- ニュージーランド選手権ロードレース 2位
- USA・プロ・サイクリング・チャレンジ 総合8位
- ジロ・デ・イタリア 総合122位

2014年
キャノンデール・プロサイクリングに移籍。
- ニュージーランド選手権ロードレース 9位

2017年
- ツアー・オブ・カリフォルニア 総合優勝

2019年
- ツール・ド・フランス 区間優勝 (第2ステージ・チームタイムトライアル)

2020年
- グラン・ピエモンテ 優勝

2021年
- ニュージーランド選手権ロードレース 優勝

2022年
UAE チーム・エミレーツに移籍。